# Pavel Telička
Pavel Telička, född 1965 i Washington D.C., är en tjeckisk diplomat, politiker och ämbetsman.
Telička har en universitetsexamen i juridik från Karlsuniversitetet i Prag från 1986 och anställdes strax därefter vid tjeckiska utrikesministeriet. Han har främst varit fokuserad på EU-frågor, till exempel i egenskap av chefsförhandlare om tjeckiskt EU-medlemskap från 1998, statssekreterare med ansvar för EU från 1999 och ambassadör vid Europeiska unionen i Bryssel från 2002. I samband med Tjeckiens EU-anslutning i maj 2004 utnämndes Telička till landets första EU-kommissionär. Han ansvarade under ett halvår för hälso- och konsumentfrågor i Prodi-kommissionen. När Kommissionen Barroso I tillträdde i november samma år efterträddes Telička som tjeckisk kommissionär av den förre premiärministern Vladimír Špidla. 